# Tri bandha kumbhaka
Tri bandha kumbhaka is een pranayama (ademhalingstechniek) in yoga, waarbij er gebruikgemaakt wordt van kumbhaka (adempauze) en drie bandha's (zogenaamde sloten). Pranayama's hebben in yoga een tweeledig nut: de toevoer van zuurstof naar de hersenen en het voorzien van het lichaam van prana, ofwel levensenergie.

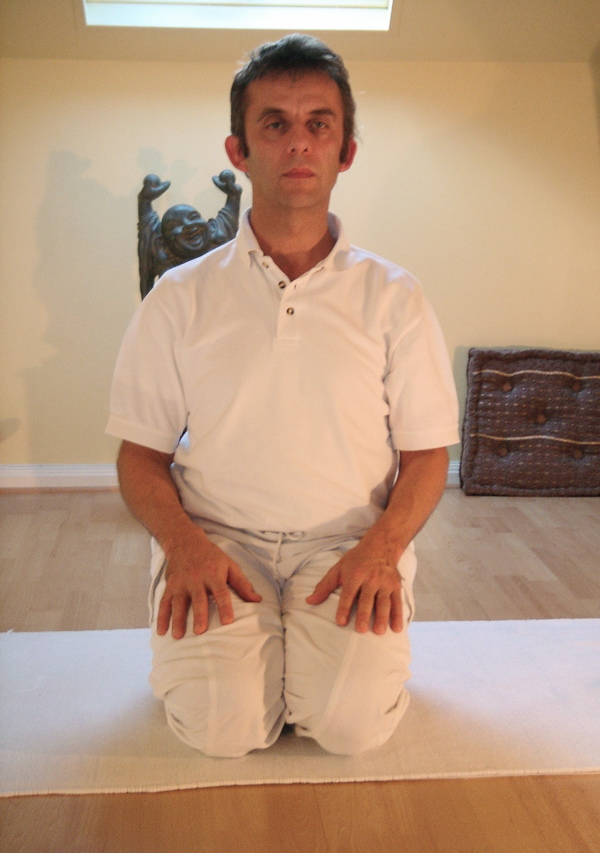
Vajrasana

Bandha's zijn sloten, of gebonden houdingen, die tot doel hebben gebundelde hoeveelheden prana vast te houden en te gebruiken. Tri bandha kumbhaka wordt uitgevoerd vanuit de vajrasana. Op een moment wordt de adem vastgezet of anders gezegd wordt de kumbhaka aangezet. Het maakt niet uit of er op dat moment in- of uitgeademd wordt. Hierbij worden de jalandhara, mula en uddiyana bandha tegelijk uitgevoerd en de adempauze zo lang mogelijk vastgehouden. Daarna worden de bandha's langzaam losgelaten en de ademhaling weer op gang gebracht. Deze uitvoering wordt rond de zes maal herhaald, waarbij er vooral op de ademhaling wordt geconcentreerd.
Met deze pranayama zou het concentratievermogen worden verhoogd en de geest stabiliseren. Ook zou er de pranastroom mee beheerst worden waardoor de samadhi sneller bereikt zou worden. Iemand die kwakkelt met de gezondheid moet voorzichtig zijn met alle pranayama's waar kumbhaka bij wordt toegepast.
volledige ademhaling · middenrifademhaling · flankademhaling · sleutelbeenademhaling · mondademhaling · neusademhaling

abhyantara bahya stambha vritti · activerende ademhaling · agni prasana · anuloma · anuloma viloma · bhastrika · brahmari · chandra bhedana · chatur mukhi · dirgha sukshma · kapalabhati · kevala kumbhaka · kumbhaka · murcha · nadi sodhana · ohm sahita rechaka · plavini · prachhardana · prana apana samyukta · pratiloma · sahita kumbhaka · sama vritti · samanu · sapta vyahrita · sargarbha sahita kumbhaka · sarva dwara baddha · sithali · sitkari · stambha vritti · sukha purvaka · suksama shwasa prashwasa · surya bhedana · tri bandha kumbhaka · ujjayi · vaya viya kumbhaka · viloma · visama vritti